# Ковельська телещогла
Ковельська телещогла — телекомунікаційна щогла заввишки 239,2 м, споруджена у 1972 році в Ковелі Волинської області.

## Характеристика
Висота вежі становить 239,2 м. Висота над рівнем моря — 186 м. Радіус потужності покриття радіосигналом становить 70 км. Прорахунок для DVB-T2 — 230 м.